# Waterville (Kansas)
Waterville è un comune degli Stati Uniti d'America, situato nello Stato del Kansas, nella contea di Marshall.